# Giampilieri Superiore
Giampilieri è una frazione collinare della Circoscrizione I del comune di Messina, distante circa 17 km dal centro cittadino.
È posta lungo la vallata del torrente Giampilieri, tra agrumeti e oliveti.
È collegata alla strada statale 114 Orientale Sicula dalla strada provinciale nº 33, che attraversato il villaggio prosegue per Molino e Altolia.

## Toponimo
Il nome Giampilieri è un toponimo unico in tutto il territorio italiano.
Prima di acquisire l'attuale denominazione fra fine del Settecento inizio dell'Ottocento, da documenti e cronache precedenti, si riscontra che il paese è stato nominato in diversi modi, tutti molto simili anche a quello attuale: 1568 Zampilerius, 1584 Gionpiliere, 1593 Molino di Giovanni Pileri, 1733 Ioampilerium, 1760 Iampileris.
Gli studiosi di storia locale, il sacerdote Giovanni Bottari (parroco di Giampilieri nella prima metà del Novecento) e il ragioniere Salvatore Bottari (tesoriere della Società Messinese di Storia Patria), in vari scritti hanno ipotizzato che il toponimo Giampilieri potrebbe derivare da Giovanni Piliero, forse il nome di un cavaliere dell'Ordine di Malta, probabilmente antico proprietario terriero della zona. L'ipotesi prende consistenza constatando come, dal 1523 al 1798, Messina fu sede di uno dei sette Grandi Priorati della Venerabile IV Lingua d'Italia con cui l'Ordine Maltese aveva suddiviso il territorio italiano, il VII Gran Priorato di Messina.  A Messina quindi e in tutto il suo territorio, fra il XVI e il XVIII secolo erano certamente residenti persone appartenenti all'Ordine di Malta. In un'antica casa di Giampilieri, vi è un arco bugnato del 1633, con scolpita una coppia di stemmi dei Cavalieri di Malta, che testimonia la residenza nel villaggio di un importante personaggio dell'Ordine di Malta.
Invece secondo lo studioso Girolamo Caracausi, analizzando il toponimo Giampilieri nel suo "Dizionario Onomastico della Sicilia. Repertorio storico-etimologico di nomi di famiglia e di luogo", il nome Giampilieri ha una doppia origine. Il prefisso “Giam” proviene dalla parola araba hagar che significa “pietra, sasso, masso”, che costituisce la prima desinenza di origine di alcune località siciliane. Il termine “pileri” è prettamente siciliano, proviene dal tardo-latino pilare-is che significa “pilastro, colonna, stele, cippo”. Anche quest'ipotesi prende consistenza constatando come, nella piazza della Chiesa del paese, si erge un piliere di antichissima origine, proprio di fronte alla facciata principale della Chiesa Madre.
Secondo la tradizione popolare il toponimo deriva da Giovanni Piliero, antico proprietario terriero della zona.

## Storia
Sulle origini di Giampilieri non vi sono documenti storici precisi, ma si ipotizza che probabilmente risalgono al periodo di permanenza dei Normanni a Messina, intorno ai secoli XII e XIII. Si presume che il villaggio sorse accanto a uno dei mulini ad acqua che vi erano nella vallata.
Fra il XVI e l'inizio del XVII secolo Giampilieri fu interessato da un consistente sviluppo urbano, acquisendo una grande rilevanza nel territorio a sud di Messina e divenendone il casale più importante. Ciò è sicuramente confermato dal fatto che in questo periodo avvenne la costruzione due edifici pubblici molto importanti, il carcere e l'ospedale, che implicarono la presenza nel villaggio sia di una guarnigione di venti soldati, sia di ordini religiosi e ordini cavallereschi.
Dopo la rivolta antispagnola del 1674-1678, il viceré Francesco Bonavides conte di Santo Stefano lo pose in vendita all'asta e comprato "pro persona nominanda et cum potestate" da tale Francesco Piccinini con atto del Protonotaro del Regno di Sicilia in data 15 settembre 1685 per conto di don Placido Ruffo, principe di Scaletta e di Floresta, al quale furono attribuiti in virtù dei seguenti atti: 1) Atto notar Vincenzo Cirella di Palermo rogato in data 27 novembre 1685; 2) atto notar Giuseppe Le Chiavi di Messina rogato in data 3 dicembre 1685; 3) atto a firma di Gennaro Asciutto, Maestro Notaro della Giunta dei beni confiscati rogato in data 13 dicembre 1685 e che sancisce la immissione del suddetto Principe nel possesso dei Casali. In quella occasione venne ordinato ai Cappellani Curati di procedere al censimento dei naturali del villaggio i cui risultati si trovano in un manoscritto conservato presso la Biblioteca Comunale di Palermo recante il titolo: "Copie autentiche dei contratti di vendita fatta dalla Regia Curia in favore di Francesco Piccinini nel 1685 dei Casali di Giampilieri, Molino, Artelia (Altolia), Pezzolo e Briga. Il Censimento eseguito dal Cappellano Curato Sac. Don Placido Zagami registrò a Giampilieri 615 abitanti, 5 Sacerdoti, 7 Chierici. Il rilevamento eseguito il 28 gennaio 1683 evidenziò nell'abitato la chiesa maggiore sotto il titolo di San Nicolò di Bari e sei chiese fuori dell'abitato (vedi atti dell'archivio storico messinese - 1976). Il prezzo di vendita fu fissato in 10 832 onze, 22 tarì e 8 grani previa esecuzione di una perizia da parte di Don Filippo Vianisi Commissario Generale eletto per tale incarico.
Nel 1727 le proprietà vennero confiscate e riammesse al demanio, che le diede in gabella.
Nel 1844 gli abitanti di Giampilieri (oltre a quelli di Briga Superiore, Pezzolo, Altolia e Molino), si rivoltarono contro le "angherie" che ancora sussistevano a favore del monastero benedettino di San Placido Calonerò e dopo un lungo processo che diede ragione agli abitanti dei villaggi, fu tolto il medievale balzello.
Il 1º ottobre 2009 è balzata tristemente agli onori della cronaca per l'alluvione e la frana, che è costata 37 vittime, 21 delle quali nel solo paese di Giampilieri, assieme agli altri paesi vicini Giampilieri Marina, Molino, Altolia, Briga Marina, Briga Superiore e Scaletta Zanclea.

## Viabilità e trasporti pubblici
Il paese è collegato alla strada statale 114 Orientale Sicula dalla strada provinciale nº 33, che partendo dal bivio di Giampilieri Marina attraversa il villaggio, proseguendo per Molino e Altolia. La viabilità minore è costituita da vicoli e scalinate.
Giampilieri è collegato al centro cittadino da due linee di autobus dell'ATM: la linea nº 1 Shuttle (Torre faro - Giampilieri) e la linea nº 2 navetta (Briga-Altolia).

## Luoghi di culto

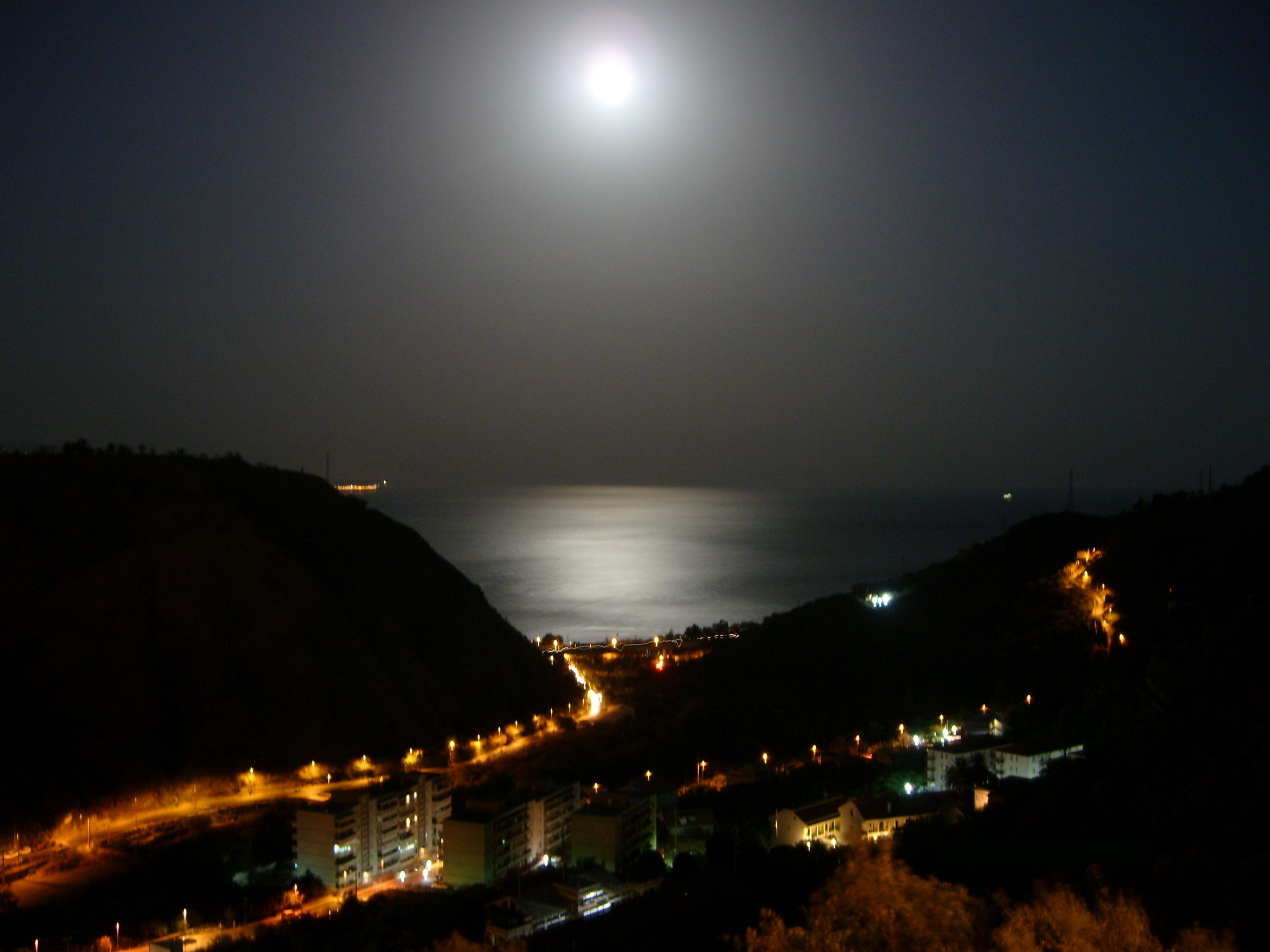
Vista notturna dalla Chiesa della Madonna delle Grazie

La chiesa del villaggio è intitolata a san Nicola di Bari, il cui culto è largamente diffuso nella zona (è infatti presente anche a Pezzolo, Zafferia, Briga Superiore e Bordonaro). La chiesa, pur con aggiunte e modifiche, mantiene il carattere rinascimentale che la contraddistingue. L'interno è ricco di opere d'arte di particolare rilievo.
Sulla collina posta sul versante sud del torrente, di fronte all'abitato, sorge il vetusto santuario della Madonna delle Grazie.

## Edifici pubblici
- Scuola materna, primaria e secondaria di primo grado: "Scuola "Simone Neri" uno dei sei plessi dell'I.C. Santa Margherita.[2]